# Yuji Ito
Yuji Ito (伊藤 裕二 Ito Yuji?), född 20 maj 1965 i Mie prefektur, är en japansk före detta fotbollsspelare.
Ito började sin karriär 1984 i Yanmar Diesel. Med Yanmar Diesel vann han japanska ligacupen 1984. 1992 flyttade han till Nagoya Grampus Eight. Med Nagoya Grampus Eight vann han japanska cupen 1995 och 1999. 2000 flyttade han till Shonan Bellmare. Han avslutade karriären 2002.